# リュウ (雑誌)
『リュウ』(Ryu)は、徳間書店より1979年5月から1986年5月（同年7月号）まで刊行された漫画雑誌である。
誌名を受け継ぎ新創刊された雑誌に『月刊COMICリュウ』がある。

## 沿革
1979年5月、アニメ情報誌『アニメージュ』の増刊として季刊誌『アニメージュ増刊 リュウ』の誌名で創刊された。主にアニメを愛好する青少年層をターゲットにしたマニア誌であり、この分野では先駆にあたる。作家インタビューや対談等の活字記事が多いのも特徴である。誌名は創刊当時の看板漫画家の石ノ森章太郎の過去作「リュウ三部作（『リュウの道』『原始少年リュウ』『番長惑星』）」に由来するとされる。
第3号（1979年11月）より『アニメージュ増刊 SFコミックス リュウ』として隔月刊化。第6号からは『別冊アニメージュ SFコミックス リュウ』となる。また第11号（1981年5月号）からは英字表記が変わり『別冊アニメージュ SF COMICS リュウ』となっている。創刊当時からこの時期までに表紙を飾っている代表的な作家は石ノ森章太郎、松本零士、モンキー・パンチ、安彦良和、吾妻ひでお、聖悠紀、柴田昌弘など。
第15号（1982年1月号）で誌名を『アニメージュ増刊 SF & FANTASY リュウ』に改名。この時期以降、緩やかに誌面リニューアルが行われ、ふくやまけいこ、道原かつみ、めるへんめーかー、水縞とおる、高橋葉介、藤原カムイらニュー・ウェーブ作家あるいは耽美的な作風の作家を多く起用するようになる。この時期表紙には掲載作家陣と異なるイラストレーターを起用し、主に江口寿史、立原あゆみ、岡崎つぐおら美少女の描写の得意な作家が担当した。また1985年には同出版社からの『月刊少年キャプテン』の創刊に伴い、安彦良和、柴田昌弘、たがみよしひさ、粉味ら『リュウ』の連載で知られた作家陣が同誌に移籍。誌面の変化がいっそう加速された形になった。
第38号にあたる1985年11月号では誌名を『SUPER MINOR COMIC リュウ』に改め再び第1号として新創刊する。判型を縮小し毎号の表紙イラストは白倉由美の専属となった。こうした外面上のリニューアル（表紙では「ほとんど新雑誌!」と謳われた）の一方で、高橋葉介やあさりよしとお、白倉由美、藤原カムイら主要な連載陣は残留・継続している。
新創刊後第5号（1986年7月号）で休刊となり、当時の連載作家の高橋葉介、あさりよしとお、永野のりこらは『少年キャプテン』に移籍した。特に高橋葉介の場合、連載の中途の『夢幻紳士』を『少年キャプテン』でもそのまま引き継ぐという形がとられた。この例と前記の『少年キャプテン』創刊時のように、『リュウ』から『少年キャプテン』に籍を移した作家が多いものの、『リュウ』の休刊は『少年キャプテン』創刊より約1年半ほど後であるため、『少年キャプテン』が『リュウ』の直接の後継誌であるという認識は誤解である。

## 主な掲載作品
- あい♡らぶ・わーるど（なにわ♡あい）
- URSH-KID（水縞とおる）
- アフリカの太陽（たがみよしひさ）
- アリオン（安彦良和）
- アル・カラルの遺産（道原かつみ）
- H2O Image（藤原カムイ）
- エリス&アメリア ゼリービーンズ（ふくやまけいこ）
- ケービング・ラリー'96（柴田昌弘）
- 幻魔大戦（石森章太郎）
- 恋するスパークリング・フラッシュ（白倉由美）
- 5000光年の虎（石川賢）
- 沙の悪霊（飯田耕一郎）
- タップ君の探偵室（ふくやまけいこ）
  - タップ君の探偵室 - マンガ図書館Z（外部リンク）
- 中空知防衛軍（あさりよしとお）
- 凍土に死す（永野のりこ）
- ノリ・メ・タンゲレ（道原かつみ、麻城ゆう原案）
- BIRTH（金田伊功）
- パトロールシリーズ（山田ミネコ）
- ぶらっとバニー（吾妻ひでお）
- ペアペアライサンダー（聖悠紀）
- ホーラ・ホームズ（モンキー・パンチ）
- 緑の世紀（真乃呼）
- 夢幻紳士（高橋葉介）